# ニコラ・ヴォゴンディ
ニコラ・ヴォゴンディ（Nicolas Vogondy、1977年8月8日 - ）は、フランス、ブロワ出身の元自転車競技（ロードレース）選手。

## 経歴
1995年
- ツール・ド・ロレーヌのジュニア部門で総合優勝。

1997年、フランセーズ・デ・ジューと契約を結んでプロ転向。
2000年
- ジロ・デ・イタリア初出場、総合84位。

2001年
- ツール・ド・フランス初出場、総合89位。

2002年
- 国内選手権・個人ロードレース優勝
- ツール・ド・フランス総合19位、新人賞部門2位
- ポリノルマンド優勝。

2005年、クレディ・アグリコルに移籍
- ブエルタ・ア・エスパーニャ初出場、総合63位。

2007年、アクセントジョブス-ワンティに移籍。
2008年
- 国内選手権・個人ロード優勝
- ツール・ド・フランス第5、第21ステージ敢闘賞。

2010年
- Bbox ブイグテレコムに移籍したが、同年1月29日、不整脈問題につき、フランス自転車競技連盟より、選手登録を一時的に抹消された。[1]。2月下旬、MRI検査などを行った結果、異常はなかったとして、再交付される見通しだと伝えた[2]。4月にレース復帰。
- ドーフィネ・リベレ第4ステージ勝利。
- 国内選手権・個人タイムトライアル(ITT) 優勝。

2011年、コフィディスに移籍。
2013年、アクセントジョブス-ワンティに移籍。シーズン後にプロ引退。
2014年、アマチュアチームで競技後引退。